# Astiphromma barbatulum
Astiphromma barbatulum là một loài tò vò trong họ Ichneumonidae.